# 小塩美之
小塩 美之（こしお よしゆき、1854年11月22日〈安政元年10月3日〉 - 1930年〈昭和5年〉1月13日）は、明治から昭和初期にかけての弁護士・政治家である。愛知県名古屋市にて弁護士業に従事しつつ愛知県会議員や名古屋市会議員を務めた。また実業家としては新愛知新聞社や名古屋の電力会社に関係した。

## 経歴
安政元年10月3日（新暦：1854年11月22日）、尾張藩士の子として生まれる。藩校「明倫堂」で文武を修めた。明治維新後、1876年（明治9年）に海部郡の宇治（現・津島市）へと移住。しかし翌年学問を志して神奈川県へ出、さらに法律学を研究して1879年（明治12年）に代言人（弁護士）の試験に合格、名古屋に帰郷して代言人の仕事を始めた。1893年（明治26年）5月より弁護士法が施行されると弁護士登録をなしている。
1888年（明治21年）1月、第6回愛知県会議員選挙で当選し、初めて県会議員となった。党派は自由党である。1892年（明治25年）4月の改選で再選されたが、同年10月任期満了で一旦退任した。また1889年（明治22年）10・11月実施の第1回名古屋市会議員選挙でも当選し市会議員も兼ねた。市会では1892年（明治25年）10・11月実施の半数改選でも再選され、1898年（明治31年）10月の任期満了まで務めている。市会議員在任中、1890年（明治23年）1月から1896年（明治29年）2月にかけて、市参事会の構成員たる名誉職参事会員にも選ばれた。
政界では1897年（明治30年）6月、再び愛知県会議員に選ばれた。1899年（明治32年）9月の第13回選挙で再選（党派は憲政党）ののち、1903年（明治36年）9月まで務めた。県会議員在職は合計11年2か月である。翌1904年（明治37年）には10・11月実施の名古屋市会議員選挙で3度目の当選を果たして市会議員に復帰し、1910年（明治43年）10月の任期満了まで務めた。
県会議員就任前の1886年（明治19年）春、大島宇吉をはじめとする旧自由党系の有志が名古屋で「新愛知」の前身にあたる新聞の発行を始めた。この時点での経営組織は一種の匿名組合で、小塩もこれに参加していた。その後1896年10月に「新愛知」発行元として新愛知印刷合資会社が立ち上げられると小塩も出資社員の一人となった。実業界では他に、愛知県会議長小塚逸夫が首唱する電力会社愛知電灯の設立に参加。会社設立翌年の1895年（明治28年）に補欠で愛知電灯取締役に選ばれた。愛知電灯は翌1896年に競合会社の名古屋電灯に合併されたため小塩は同年5月より名古屋電灯の監査役に転ずる。さらに1904年1月同社取締役に転じ、1910年1月まで在職した。
弁護士界では1899年4月・1902年4月・1904年4月の3度にわたり名古屋弁護士会副会長に当選、しばらく間が空いて1912年（明治45年）4月にも同会副会長に選ばれた。晩年は名古屋における最年長の弁護士としてもっぱら後進の指導に努めた。1930年（昭和5年）1月13日、東区新出来町の自宅で病気療養中のところ心臓麻痺で死去した。75歳没。死去時まで合資会社新愛知新聞社（旧・新愛知印刷）の社員であった。